# Brett Sylvia

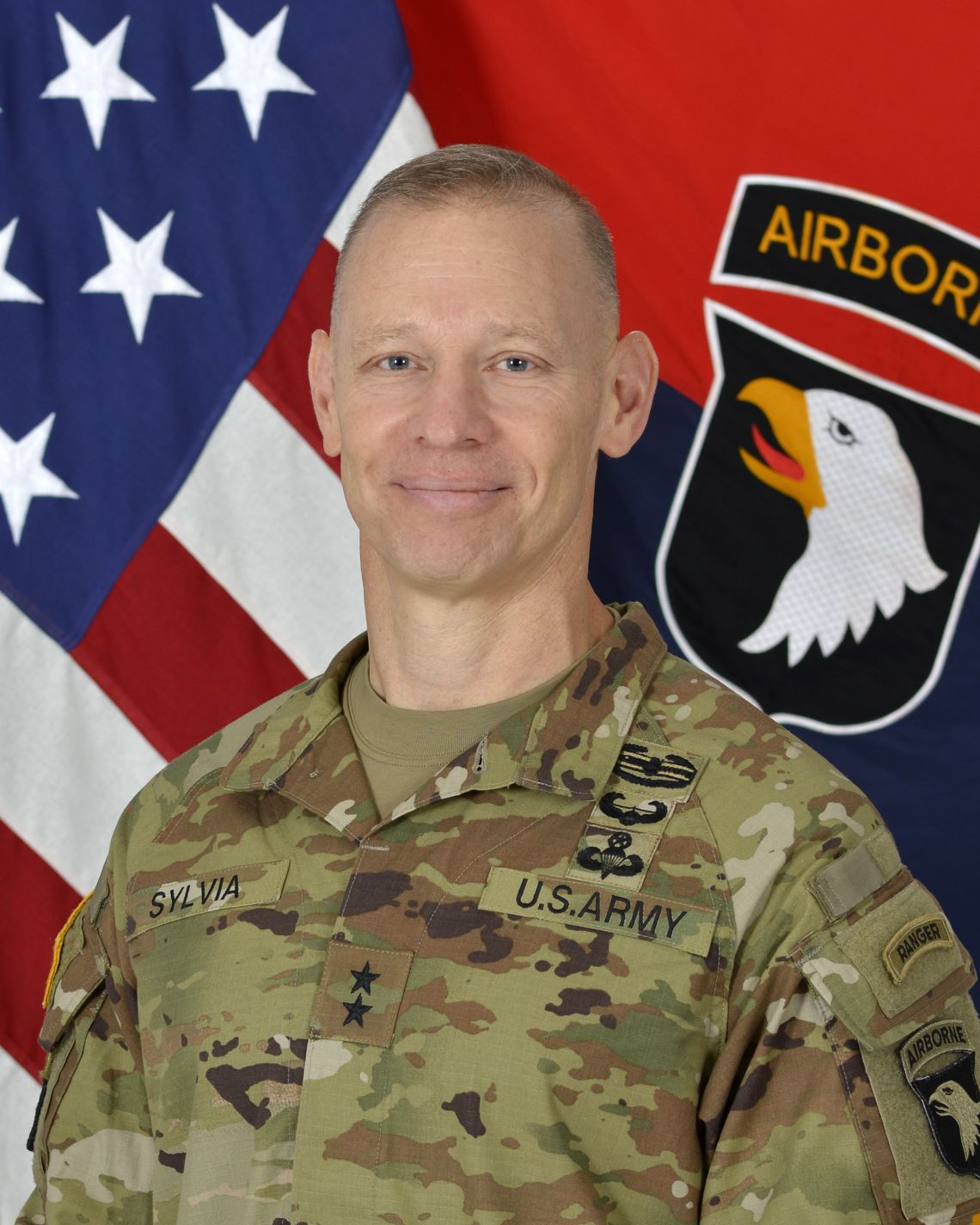
Brett G. Sylvia (2023)

Brett Gareth Sylvia (* 12. September 1972 in Missouri) ist ein pensionierter Generalmajor der United States Army. Zuletzt kommandierte er die 101. Luftlandedivision.
In den Jahren 1990 bis 1994 durchlief er die United States Military Academy in West Point. Nach seiner Graduation wurde er als Leutnant in das Offizierskorps des US-Heeres aufgenommen. In der Armee durchlief er anschließend alle Offiziersränge vom Leutnant bis zum Zwei-Sterne-General.
Im Lauf seiner militärischen Karriere absolvierte er verschiedene Kurse und Schulungen. Dazu gehörten unter anderem das Command and General Staff College. Außerdem erhielt er einen akademischen Grad von der Missouri University of Science and Technology.
In seinen jüngeren Jahren absolvierte er den für Offiziere in den niederen Rangstufen üblichen Dienst in unterschiedlichen Einheiten und Standorten. Dazu gehörten auch Aufgaben als Stabsoffizier in verschiedenen Hauptquartieren. Im weiteren Verlauf kommandierte er Einheiten auf diversen Ebenen bis zum Divisionskommandeur. Er war in unterschiedlichen Funktionen am Irakkrieg, am Krieg in Afghanistan und an der Operation Inherent Resolve beteiligt.
Zu seinen Kommandeursstellen gehörte das Kommando über die 2. Brigade der 101. Luftlandedivision, die er im Irak kommandierte. Zwischen Juni 2019 und Juli 2021 war Sylvia Leiter der Stabsabteilung G3 der 1. Kavalleriedivision die in Fort Hood, heute Fort Cavazos, stationiert war, zwischenzeitlich aber auch in Polen an der Operation Atlantic Resolve beteiligt war. In diese Zeit fiel im Juli 2019 seine Beförderung zum Brigadegeneral.
Zwischen Juli 2021 und Juni 2023 gehörte Brett Sylvia der  Stabsabteilung J5 bei den Joint Chiefs of Staff in Washington, D.C. an. Daran schloss sich eine Versetzung zum Fort Campbell in Kentucky an, wo er als Nachfolger von Joseph McGee das Kommando über die 101. Luftlandedivision übernahm. Diese Aufgabe erfüllte er bis zu seiner Pensionierung im Mai 2025.

## Orden und Auszeichnungen
Brett Sylvia erhielt im Lauf seiner militärischen Laufbahn unter anderem folgende Auszeichnungen:
- Defense Superior Service Medal
- Legion of Merit
- Bronze Star Medal
- Purple Heart